# Condado de McDonald
El condado de McDonald (en inglés: McDonald County), fundado en 1849, es uno de 114 condados del estado estadounidense de Misuri. En el año 2000, el condado tenía una población de 21,681 habitantes y una densidad poblacional de 16 personas por km². La sede del condado es Pineville. El condado recibe su nombre en honor al Sargento Alexander McDonald.

## Geografía
Según la Oficina del Censo, el condado tiene un área total de 1398 km² (539,8 mi²), de la cual 1397 km² (539,4 mi²) es tierra y 1 km² (0,4 mi²) (0.04%) es agua.

### Condados adyacentes
- Condado de Newton (norte)
- Condado de Barry (este)
- Condado de Benton, Arkansas (sur)
- Condado de Delaware, Oklahoma (oeste)
- Condado de Ottawa, Oklahoma (noroeste)

## Demografía
Según la Oficina del Censo en 2000, los ingresos medios por hogar en el condado eran de $27,010, y los ingresos medios por familia eran $31,530. Los hombres tenían unos ingresos medios de $23,434 frente a los $18,157 para las mujeres. La renta per cápita para el condado era de $13,175. Alrededor del 20.70% de la población estaban por debajo del umbral de pobreza.

## Transporte

### Carreteras principales
- Interestatal 49
- U.S. Route 71
- Ruta 43
- Ruta 59
- Ruta 76
- Ruta 90

## Localidades
| - Anderson - Caverna - Ginger Blue | - Goodman - Jane - Lanagan | - Longview - Noel - Pineville | - Powell - Rocky Comfort - Southwest City | - Tiff City |  |

### Municipios
- Municipio de Anderson East
- Municipio de Anderson West
- Municipio de Buffalo Hart
- Municipio de Buffalo May
- Municipio de Center
- Municipio de Elk Horn
- Municipio de Elk River East
- Municipio de Elk River West
- Municipio de Erie Goodman
- Municipio de Erie McNatt
- Municipio de McMillen Coy
- Municipio de McMillen Tiff
- Municipio de Mountain
- Municipio de Pineville Lanagan
- Municipio de Pineville North
- Municipio de Pineville South
- Municipio de Prairie
- Municipio de Richwood
- Municipio de White Rock